# Phoradendron grahamii
Phoradendron grahamii är en sandelträdsväxtart som beskrevs av Kuijt. Phoradendron grahamii ingår i släktet Phoradendron och familjen sandelträdsväxter. Inga underarter finns listade i Catalogue of Life.